# 南京事件論争史
南京事件論争史（ナンキン じけんろんそうし）では、南京事件論争の歴史について解説する。また日中政府の対応などについても解説する。

## 論争前史
南京事件は、戦後1945年から1946年の東京裁判と南京裁判において虐殺事件として取り上げられ、日本に大きな衝撃を与えた。
重光葵は、1952年の著書『昭和の動乱』の中で、「南京に入城した中島師団の暴挙が主となって、南京における日本軍の乱行（南京の強姦）として、世界に宣伝せされた国際問題がその際起こって、日本の名誉は地に墜ちた。」と書いている。
しかし、東京裁判以降、日中戦争を取り上げた研究などでは触れられるものの、世間で注目をあびる問題ではなかった。1960年代には、五島広作（毎日新聞記者）と下野一霍の共著『南京作戦の真相』（東京情報社 1966年）があり、洞富雄の『近代戦史の謎』（人物往来社 1967年）で歴史研究の対象として初めて取り上げられた。
家永三郎『太平洋戦争』（岩波書店 1968年）は、軍人・記者の回想録や洞の著書を引用しながら、南京大虐殺として比較的詳細に記述している。家永は同書で日本軍は「中国人数十万を虐殺した」と書いたものの本格的に検討されなかった。

## 1970年代

### 本多勝一・ 山本七平・鈴木明の論争

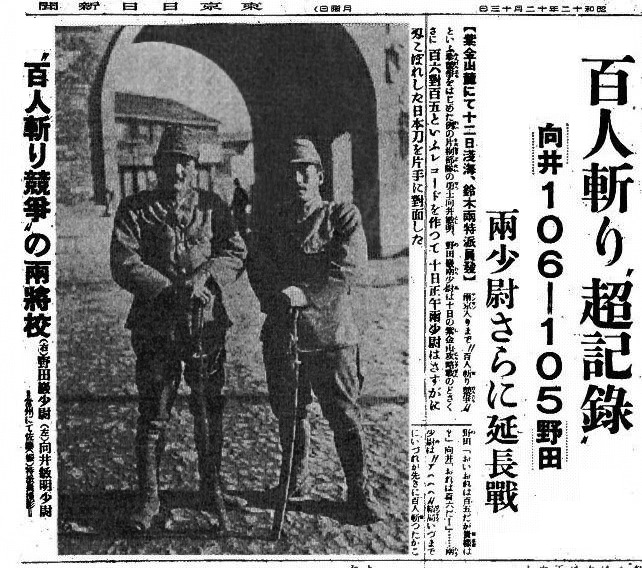
1937年12月13日東京日日新聞。野田巖と向井敏明両少尉は戦後南京裁判で死刑。

再び注目を集めるきっかけとなったのは、日中国交樹立直前の1971年（昭和46年）11月より朝日新聞紙上に掲載された本多勝一記者の『中国の旅』という連載記事である。南京を含む中国各地での日本軍の残虐行為が精細に描写された記事で、南京事件についての一般的日本人の認識はこれ以降大きく広まり、また日本人による南京事件目撃証言がさまざまな雑誌や本に掲載されるようになった。
この記事で「百人斬り競争」が報道されて、山本七平と鈴木明の“百人斬りは虚構である”と批判を始めた。鈴木明の『「南京大虐殺」のまぼろし』（文藝春秋 1973年）は事件の事実自体は全面否定しない立場からの論考であったが、否定説の象徴とみなされるようになり、この書名に影響されて否定説・'否定派を「まぼろし説」「まぼろし派」とも呼ぶようになった。
秦郁彦はこの論争を第一次論争とする。1975年頃の論争は「肯定派」「否定派」「あったとしても大虐殺というほどではないとする人々」の間で激しく展開された。

## 1980年代

### 第一次教科書問題と南京大虐殺展覧会
三度目に大きく取り上げられるようになったのは、1982年（昭和57年）文部省が教科書検定で「侵略」を「進出」に書き換えさせたとして中国や韓国から抗議を受けた第一次教科書問題である。

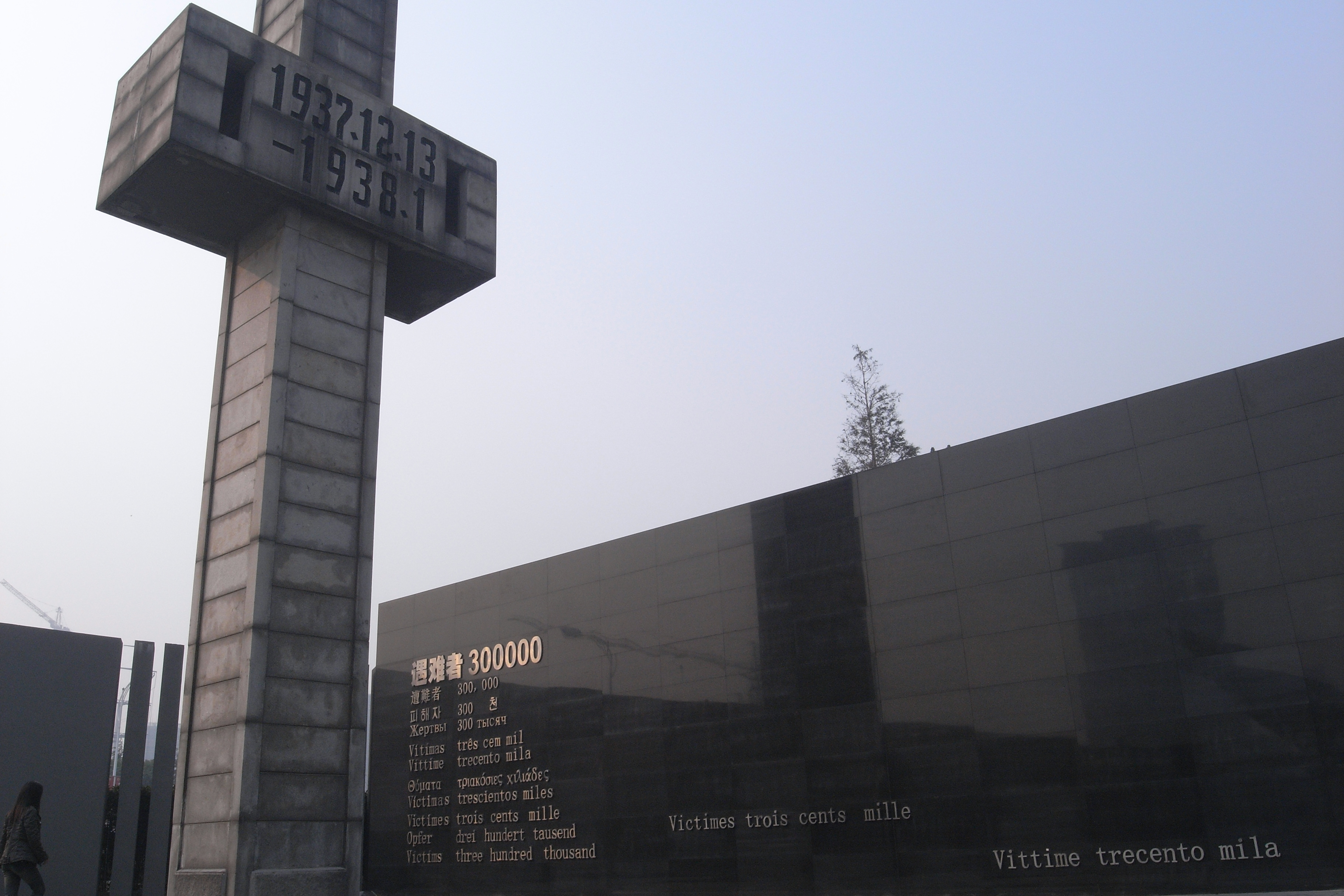
南京大虐殺紀念館には犠牲者300000と壁に書かれている。

中国では戦後、南京事件に触れることはほとんどなかったが、第一次教科書問題によって人民日報が戦後初めて南京事件を解説した。70年代末生まれの中国の作家朱世巍よると、当時の中国の教科書は虐殺を記述しておらず、彼の教師が一小学生の彼に大虐殺のことを教えたという。1960年から1982年まで人民日報には南京大虐殺を論じた記事は一つもなかった。また胡喬木による党史『中国共産党の三十年』 も事件を記述していないし、三岡徤次郎（元大本営船舶課参謀、自衛隊第九師団長、中国政経懇談会会長）が1977年10月7日に鄧小平国務院副総理と会った際、鄧小平は「日本の軍国主義は中国を侵略した。そのため蒋介石は後退し、それにより八路軍は勢力を広げることができ、最後は蒋介石を打ち破ることができた」と述べ、南京事件を語らなかった。
人民日報が、松野幸泰国土庁長官は若者が自国の歴史を尊敬できなくなるので教科書で「侵略」を使うべきではないと発言したと報じると中国側は小川平二文部大臣の訪中を拒否した。また松野は8月9日に「南京戦では日本兵8000人、中国兵12000人が犠牲となったが、これは（戦闘の犠牲であって）『虐殺』とはいえない」と発言すると、中国では「日本の高官が南京大虐殺を否定した」とショックを受け、戦時中の中国の苦難の記憶を復活させようという運動につながっていった。人民日報は松野発言を「歴史への最も不条理な見方である」とし、日本で軍国主義が復活していると警告した。さらに北京や上海の大学で抗日戦争（日中戦争）勝利37周年記念シンポジウム、8月12日には日本の戦争犯罪の初の展示として「日本侵略による南京大虐殺展覧会」が南京博物館で開催された。
1982年8月26日、鈴木善幸政権は、宮澤喜一官房長官による談話を発表し、日本が「韓国・中国を含むアジアの国々の国民に多大の苦痛と損害を与えた」と認め、近現代史に関する日本の教科書記述については近隣諸国に配慮しなければならないという近隣諸国条項が設けられた。しかし、日本政府の対応は国内の反発を招き、否定派が支持を拡大した。このような中、田中正明が『南京虐殺の虚構』を発表し、否定派（本人は虐殺否定派と自称）を代表するようになった。この事件以降、中国や韓国など日本の近隣諸国との外交関係で歴史認識問題がもっともセンシティブなものとなった。
中国では抗日戦争勝利37周年記念として盧溝橋事件、南京大虐殺、満州事変（九・一八事変）の催事が立て続けに開催された。1985年には南京大虐殺紀念館を建設し、『侵華日軍南京大屠殺資料専輯』を出版して、南京事件の研究と周知を進めた。
1986年9月、南京虐殺記念館に案内された三岡徤次郎中国政経懇談会会長が中央軍事委員会副主席の余秋里に「20万人しかいない南京で30万虐殺があったと中国は主張しているが、話が合わないではないか」と尋ねると、余秋里は「下関で二万人を殺したと日本から言ってきている」と答えた。

### 朝日新聞による元歩兵連隊兵士日記と写真の報道
1984年8月4日朝日新聞大阪版夕刊(翌朝全国掲載）は、歩兵第23連隊の元兵士の南京事件を物語る日記と写真3枚があったとして、報道した。その中で、朝日新聞は、写真の撮影場所は不明であるが元兵士が生前家族に南京虐殺の写真と語り悩んでいたことを報じている。しかし歩兵第23連隊の戦友会である連隊会はこの日記を偽物と疑い抗議、朝日新聞は本物である旨を説明したものの連隊会は納得せず、連隊が無関係と表明したことを報道した。ところが、これは宮崎版のみの扱いであったことで、連隊会は態度を硬化、不買運動・裁判を考えるまでに至った。さらに、統一教会系の新聞「世界日報」が、写真の内の1枚は、満州の凌源で処刑された馬賊の生首の写真として昭和初期から出回っていたものであることを指摘した。ために朝日新聞は、これら写真の誤用を認め、訂正記事を出した。（なお、このとき朝日新聞は写真3枚全てを南京事件と関係のないものであったとしている。）さらに、連隊会は日記の偽作を証明しようと、まず朝日新聞の保管する日記保全の申立てを小倉簡裁に行ったが、これは最終的に地裁で認められず、また、歴史家の秦郁彦によれば、連隊会も連隊史を編集するためにこの日記を借りたことがあった為に、この頃までには日記が本物であることに気付いていたとする。結局、連隊会は本訴を断念、朝日新聞と和解した。

### 家永教科書裁判
また、家永三郎が教科書検定制度は違憲として提訴した家永教科書裁判では南京大虐殺の記述についても争われた。
昭和55年度検定の家永教科書では「南京占領直後、日本軍は多数の中国軍民を殺害した。南京大虐殺とよばれる。」と記述。文部省検定委員は「占領直後、軍の命令により日本軍が組織的に中国の民間人や軍人を殺害したかのように読み取れるが、南京事件に関する研究状況からして、そのように断定することはできない」と検定意見を出し、教科書調査官が修正方法として「混乱の中で」の加筆を求め、「激昂裏に」が付加された。
昭和58年度検定の家永教科書では「日本軍は南京占領のさい、多数の中国軍民を殺害し、日本軍将兵のなかには中国婦人をはずかしめたりするものが少なくなかった。南京大虐殺とよばれる。」と記述。検定委員は婦人の陵辱は人類史上どの戦場にも起こったことで日本軍だけ取り上げるのは問題があり削除を要求した。
1993年10月、東京高裁は昭和55年度検定について、大虐殺には多様な説があって、虐殺が軍上部機関の命令によって行われたといい得る状況にはなかったので、軍上部機関の指揮で行われたと読み取られる危険性を修正要求することは理由があるとして検定は合法とした。ただし、修正で「激昂裏に」が付加されたが、虐殺行為のすべてをそう説明できず、また一面的な見解を配慮なく取り上げたり、未確定事象の断定的記述を除外するという検定基準に違反する誤りを検定委員はみずから招来させたと判決した。
また、昭和58年度検定については「学界の状況に基づいて判断すると、南京占領の際の中国人の女性に対する貞操侵害行為は、行為の性質上その実数の把握が困難であるものの、特に非難すべき程多数で、残虐な行為として指摘され、中国軍民に対する大量虐殺行為とともに南京大虐殺と呼ばれて、南京占領の際に生じた特徴的事象とされているのが支配的見解であ」り、修正意見は学説状況の認識を誤っ たか、検定基準の解釈適用を誤ったとして違法と判決。1997年8月、最高裁が上告棄却で確定した。

### 大虐殺派・虚構説・中間派
1982年、洞富雄が『決定版　南京大虐殺』を刊行すると、洞は本多とともに「大虐殺派」と見なされるようになった。洞・本多らは1984年3月に南京事件調査研究会を発足し、「史実派」と自称した。1984年7月、中国の南京市文史資料研究会が編集した被害証言集が日本に翻訳された（『証言・南京大虐殺』加々美光行 姫田光義共訳、青木書店）。
1983年9月、田中正明が雑誌『諸君!』で「"南京虐殺"・松井石根の陣中日誌(未発表資料) 」発表。1984年6月、田中は『"南京虐殺"の虚構 : 松井大将の日記をめぐって』(日本教文社)刊。同10月、田中は文芸春秋に「朝日新聞に拒否された五通の反論」を掲載するなど、田中は虚構説を精力的に発表し否定派を代表するようになっていき、また論争も活発化した。
しかし、田中が1985年5月に刊行した『松井石根大将の陣中日誌』（芙蓉書房）を、板倉由明が陣中日誌原本と比較した結果、600箇所以上の変更ないし改竄を行い、南京事件虚構説の方向での注釈を付記していたことを発見した。板倉は大虐殺には懐疑的な立場であったが「改竄は明らかに意図的なものであり弁解の余地はない」として田中を非難した。本多勝一も朝日新聞で報道した。
1985年、藤原彰が『南京大虐殺』(岩波ブックレット)刊。藤原の弟子の吉田裕も『天皇の軍隊と南京事件』（青木書店）刊。吉田は虐殺の定義についても、便衣兵処理について、戦争当時の国際法学者立作太郎もゲリラや変装した軍人は戦時重罪であるが、軍事裁判所で審問すべきであるとしており、戦時国際法違反であり、「不法殺害」を「虐殺」とするので、「虐殺」は疑問の余地がないと論じた。板倉由明は、戦争ではどこの軍も悪いこともしたし、日本軍も悪いことをしたが、「日本人の軍隊だけが世界に希な残虐な軍隊であったと日本人が吹聴して回る必要はない」と吉田の本を書評した。吉田は歴史に対する痛覚を欠いた傲慢な議論であり、高度成長を経た日本の「大国主義ナショナリズム」だと反論した。
洞富雄は1986年『南京大虐殺の証明』(朝日新聞社)で田中正明、板倉由明、畝本正巳、渡部昇一、山本七平、畠中秀夫、阿羅健一の「南京大虐殺虚構説」を批判した。この年、「中間派」と自称する秦郁彦 が『南京事件』（中公新書）を刊行し、それまでの論争のありかたに危惧を抱いていると述べ、このままでは歴史的真実の究明はどこかに押しやられ、偏見や立場論が先走った泥仕合になってしまうおそれがあるとし、「南京事件は東京裁判いらい、日中関係の変転を背景に、歴史学の対象としてよりも政治的イシューとして扱われてる不幸な運命を担ってきた」と主張した。
2年前に板倉由明や本多勝一から松井大将日記の改ざんを指摘されていた田中正明は、1987年3月に刊行した『南京事件の総括―虐殺否定の論拠』（謙光社）後書きで、不注意による誤植や脱落はあったが、松井の文は難解で仮名遣いを変更したと弁明し、意図的な改竄や、虐殺事件の隠蔽はしていないとしたうえで、朝日新聞や虐殺派は「ありもせぬ20万、30万の“大虐殺”がさもあったかのごとく宣伝し著述」することこそが歴史の改ざんだと反論し、南京市文史資料研究会編の『証言・南京大虐殺』の被害者証言もでたらめがあるとして批判した。また田中は洞、藤原彰、吉田裕らは中国共産党のプロパガンダ通りの主張であり、また秦郁彦は「東京裁判史観」を展開しており、4人は反面教師でその偏見と歪曲を徹底的に批判し反論することができたと述べた。
洞富雄、藤原彰、本多勝一らは1987年8月、1988年12月、1992年4月と事件の研究を報告した。

### 偕行社『南京戦史』
一方、陸軍士官学校卒業生の親睦団体である偕行社は、「一般に定説になりつつある20万、30万という数字を破砕する」ため南京事件を取り上げることを決め、機関紙『偕行』の1983年10月号と11月号で関連情報の提供や協力を呼びかけた。1984年4月号から1985年2月号まで畝本正巳による「証言による南京戦史」が11回に渡り連載される過程で、角良晴の証言など不法行為を示す多くの証言が集まった。1985年3月号の「証言による南京戦史 (最終回) その総括的考察」において、編集部を代表して加登川幸太郎が「一万三千人はもちろん、少なくとも三千人とは途方もなく大きな数である。日本軍がシロではないだろうと覚悟しつつも、この戦史の修史作業を始めてきたわれわれだが、この膨大な数字を前にしては暗然たらざるを得ない。戦場の実相がいかようであれ、戦場心理がどうであろうが、この大量処理には弁明の言葉がない、旧日本軍の縁につながる者として、中国人民に深く詫びるしかない」と記した。しかし、この謝罪について偕行社内で反発が起き、1989年に刊行された『南京戦史』では「不法殺害とはいえぬが」「捕虜、敗残兵、便衣兵のうち中国人兵士約1万6千、民間人死者15,760人と推定した。編集には板倉由明も参加した。秦郁彦は 偕行社『南京戦史』を（30万の大虐殺は認めないが捕虜等の殺害を認めたという意味で）「中間派」とした。

## 1990年代

### 米中における対日賠償請求運動
1980年代後半から中国やアメリカで南京虐殺や慰安婦問題など日本の戦争責任を追及する対日賠償請求運動が本格化した。1984年に在米華僑政治同盟が結成され、ワシントン市長やオレゴン州議員に華僑が就任し、政界に進出していった。
1987年にはニューヨークで対日索賠中華同胞会（Chinese Alliance for Memorial and Justice）が、1991年には記念南京大虐殺受難同胞連合会（Alliance in Memory of Victims of the Nanking Massacre）が結成された（以下、南京受難連合と表記）。南京受難連合は1989年の昭和天皇の葬儀にブッシュ大統領や中国と台湾政府は出席すべきではないと抗議、1990年の石原慎太郎議員の南京事件発言を告発、1992年の天皇訪中 と1994年の天皇訪米 に抗議、日本の国連安保常任理事国入りに反対する活動を、ニューヨーク・タイムズ紙での意見広告などを使って米国の世論を喚起してきた。1992年5月2日にはカリフォルニア州クバチーノを拠点として抗日戦争史実維護会（Alliance for Preserving the Truth of Sino-Japanese War）が、1994年12月にはアメリカ、カナダを拠点に世界規模の組織として世界抗日戦争史実維護連合会が結成された。
日系アメリカ人は1988年、戦時中の扱いについて米政府から謝罪を勝ち取り、1992年には全米日系人博物館が開館した が、中国系アメリカ人も1988年に中国系アメリカ人博物館をロス・アンジェルスに計画した。

### 天安門事件以降の中国における愛国主義教育

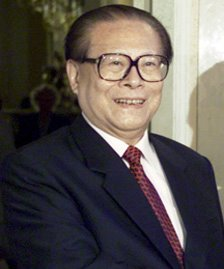
江沢民総書記

1989年の天安門事件では共産党の正当性が失墜し、鄧小平が学生への教育が間違っていたと述べて、愛国主義教育が中国を統一するための新しいイデオロギー上の道具となった。
また、1990年9月には自民党(代表金丸信)・社会党(代表田邊誠)・朝鮮労働党の三党共同宣言で日本統治時代の朝鮮の36年間および戦後45年間、日本が「朝鮮人民に蒙らせた損失」に対して朝鮮人民共和国への謝罪と補償が宣言された。
1990年10月、雑誌『PLAYBOY』（英語版10月号、日本語版11月号）で石原慎太郎衆院議員が「南京大虐殺は中国の作り話」と発言。これに対して本多勝一が質問状を送付すると、石原は通訳を通してのもので食い違いがあったとして、他の点は文藝春秋の論文 で回答すると述べたが、本多はこの論文は「異様」であると批判した。
1990年11月には華僑を対象とする中国海外交流協会（China Overseas Exchanges Association）が北京で設立し、国務院僑務弁公室の寥暉と林水龍が副会長などに就任し、世界の華僑の団結を増進するとした。江崎道朗は、天安門事件によって非難されていた中国がこの協会を通じて国際非難の矛先を日本に向けるためにプロパガンダ工作を進めたとしている。1991年8月、南京受難連合はジョン・マギーのフィルムを発見したと公表した。
満州事変60周年の1991年9月18日には「九・一八事変記念館」が建設され、中国政府は中学校で歴史教育を強化すると宣言し、この日を「国恥記念日」と定めた、さらに「勿忘国恥（国の恥辱を忘れるな）、強我国防」をスローガンとして愛国主義教育運動を推進していった。9月、中国共産党中央軍事委員会副主席で鄧小平の側近といわれた劉華清に、三岡徤次郎中国政経懇談会会長が「なぜ事実でもない虐殺の記念館を建てるのか」と質問すると、劉華清は「中国が解放される前の時代を若い人へ知らせるために行なっている。虐殺記念館は中国のなかでのことだ」と答え、30万の数字について尋ねると回答しなかった。
1991年11月には中国の中央テレビが森村誠一『悪魔の飽食』を原作として731部隊を告発するドラマ「荒原の砦七三一」を放映した。同年に日本でも日本の軍国主義を非難することで近隣諸国との和解を目指して大阪国際平和センター（ピースおおさか）が開館した。1992年5月12日には江沢民総書記が中国共産党と人民解放軍に愛着を持てるように国防教育を強化すると宣言した。
1993年8月、中国政府の対日シンクタンクは中国政府に、日本は常任理事国入りするなど政治大国化を望んでいるので中国やアジア諸国が日本に謝罪を求めるのに適切な時期であると報告した。

### 永野発言
1994年5月4日、永野茂門法務大臣が「南京大虐殺はでっち上げだと思う」と発言し、更迭された。1994年6月10日に「南京大虐殺は事実か？真相解明・謝罪外交糾弾国民集会」が開催され、村尾次郎、阿羅健一、渡部昇一らが講演し、羽田孜首相が永野を更迭したことを糾弾、「南京大虐殺」は虚構で、「東京裁判史観」であると論じ、終戦50周年の「不戦決議」阻止運動を始めた。

### 南京大虐殺五十七周年世界記念会議
1994年12月には「南京大虐殺五十七周年世界記念会議」が開催、中国共産党と台湾政府の「両岸政府」が日中共同声明などで対日戦争賠償放棄したことを非難し、日本政府に対しては軍国主義者が他人に罪をなすりつける卑劣な手段で史実を歪曲していると非難し、公式謝罪と全被害者への賠償の実施を要求していくと宣言した。この会合にはアイリス・チャンが参加しており、以降これらの組織から執筆や講演活動の後援を受けた。

### 戦後50年

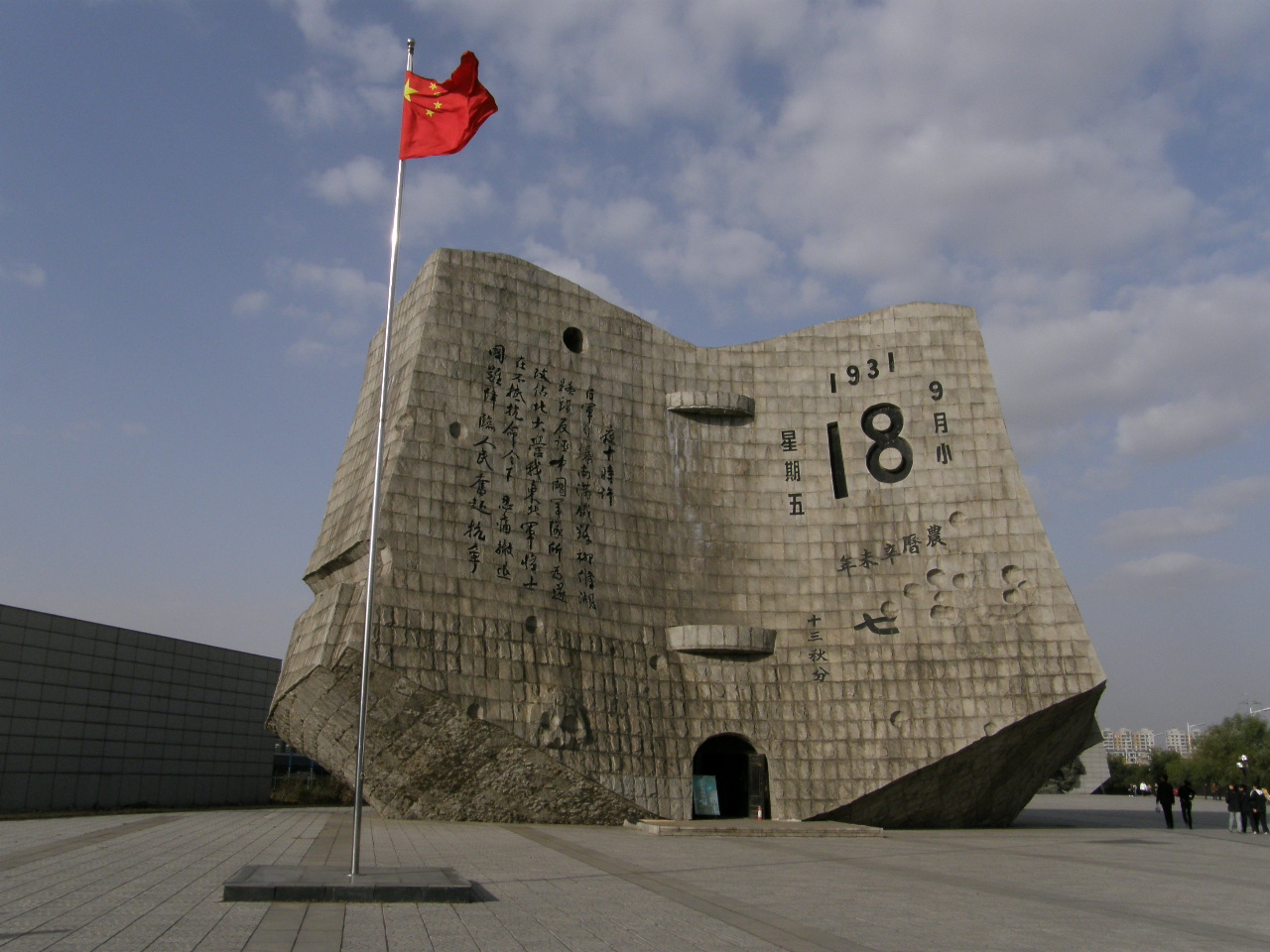
九・一八歴史博物館

1995年8月15日、村山富市首相は「植民地支配と侵略によって、多くの国々、とりわけアジア諸国の人々に対して多大の損害と苦痛を与えました」と村山談話で謝罪すると、中国政府は「日本政府による謝罪と自己批判を肯定するが、一部の日本人は戦争を美化している」とコメントした。その一ヶ月後の9月18日抗日戦争50周年記念大会が開かれ、「不忘国恥」キャンペーン運動は最高潮を迎え、九・一八歴史博物館や抗日戦争博物館の拡大が宣言され、「愛国主義教育の基地」とされた。これらの博物館では、日本が侵略して、平頂山事件では中国人を機関銃で虐殺し、全ての村で子供を含めて虐殺した、南京大虐殺では中国人は生き埋めにされ、731部隊では人体実験の材料とされたことなどが展示されている。
1995年には訪韓した江沢民国家主席（党総書記）は金泳三大統領と、過去の日本の侵略を非難し、日本の軍国主義は中韓にとって脅威と表明した。また日本国内や海外では慰安婦問題キャンペーン活動が活発化していった。1995年には作家ビンストックの『天国の木』やポール・ウエストの『オレンジミストのテント』などの南京事件や当時の南京を舞台にした小説が発表された。
1996年4月の日米安保共同宣言に対して中国は、日本の軍国主義化を非難した。江崎道朗は中国は、アメリカの対日世論を悪化させて日米分断を図ったとする。5月10日には米下院議会で元米兵捕虜と南京事件や韓国人慰安婦等の犠牲者に対する基金を要求する法案（ドーナン法案）が提出された。またジェイムズ・インとヤング・シ共著『レイプ・オブ・南京写真集　否定できない歴史 (The Rape of Nanking An Undeniable History in Photographs)』が刊行された。この写真集はアイリス・チャンが読んだ。12月にはスタンフォード大学、ホロコースト博物館、ボストン大学で日本軍の残虐行為についてのシンポジウムが開催され、12月12日には南京受難連合とアイリス・チャンがジョン・ラーベの日記が発見されたとニューヨークで記者会見をした。ラーベの遺族が公開を渋ったが、南京受難連合会長で南京出身の邵子平(Shao Tzping)は説得に成功した。邵子平はマギーフィルムの第一発見者でもあった。
1997年、中国政府は米義勇軍フライングタイガース記念館を建設すると計画を発表、米国人の元隊員たちを英雄として讃えた。また10月26日、江沢民国家主席（党総書記）はハワイの真珠湾で、米中は日本と戦った同盟国と語った。1997年11月、親中派のルパート・マードック系列のベーシック・ブックス社から、アイリス・チャン著『ザ・レイプ・オブ・南京』が発刊された。チャンの著作はベストセラーとなり、歴史家スティーブン・アンブローズは「若手では最高の歴史家である」と絶賛したり、ヒラリー・クリントンはチャンをホワイトハウスに招聘するなど、チャンは一躍セレブリティとなった。1997年11月、プリンストン大学で「南京一九三七国際会議」、12月には南京事件調査研究会、中国帰還者連絡会、ノーモア南京の会、歴史教育協議会、日本の戦争責任資料センターが「南京大虐殺六十年東京国際シンポジウム」を、台北の国立政治大学でも反李登輝勢力によって開催された。1997年にはウィリアム・ビル・リピンスキー民主党議員が、南京大虐殺や731部隊、朝鮮人慰安婦、バターン死の行進の犠牲者のための謝罪賠償請求法案を提出した。ロイ・ブルックスは非人道的な扱いによる苦痛は計り知れない、現在は「謝罪の時代なのである」とした。ロス・H・マンローによれば、中国政府は、米中ロによる多国間条約によって日本の軍事大国化を永久に封じようとしている。
抗日戦争史実維護会などの団体は米国の元捕虜団体と連携し、日系議員マイク・ホンダや米連邦政府に圧力をかけて、1999年8月24日にカリフォルニア州で対日賠償決議が採択された。ホンダ議員は、日本に謝罪させる運動は「正義の運動」であり、日本の謝罪は和解と成熟をもたらすと述べた。
これまでに訪中した丹羽春喜、稲葉大和、亀岡高夫、三岡徤次郎らが30万虐殺は事実ではないと中国側に抗議すると、中国軍高官から日本社会党の田邊誠委員長から言ってきている、との回答を得てきていたため、阿羅健一が1999年11月28日と12月7日に田邊誠にインタビューすると、田邊は「パールハーバー五十周年のさいに日本の反省を述べたことはあるが、南京事件については知らないので、中国に対して南京事件について言ったことはない」、盧溝橋の抗日戦争記念館の展示について田邊議員から言ってきたとの中国側の答弁に対しては、「展示館に行ったとき署名はしたがそれだけで、歴史は詳しくないのでそういう発言はしていない。（略）私が朝鮮や中国と関係があったので、そう言うのではないか」と述べた。中国は30万説への疑問にまともな反論をせず、追及されると日本の記者や政治家からの要請だと答えてきたが、前述のように田邊誠は何も言っていないと証言しており、中国高官は事件を事実と見なしていないのではないかと、阿羅健一は論じている。

### 論争の国際化
1990年代にはジョン・ラーベの日記の邦訳『南京の真実』などをはじめとする多くの資料集が編集・発行された。ラーベ日記を保管していた遺族に働きかけたのは、中国系アメリカ人の反日組織紀念南京大屠殺受難同胞聯合会であり、彼らはアイリス・チャンの『ザ・レイプ・オブ・南京』などの著作についての論争も仕掛け、日本の戦争犯罪を追求しはじめた。当時まだ無名の29歳であったチャンによる『ザ・レイプ・オブ・南京』では日本軍によって2万人から8万人の中国人女性が強姦され、さらに多くの日本軍兵士が「女性の内蔵を抜き出したり、胸を切り裂いたり、生きたまま壁にくぎづけにしたりした。家族の見ている前で父親に娘を強姦させ、息子には母親を強姦させた。生き埋めにしたり、去勢したり、臓器を切り刻んだりしたばかりか、鉄の鉤を舌に刺してつるし上げたり、腰まで地中に埋めた中国人をドイツ・シェパードが噛みちぎるのを眺めたり、極悪非道な拷問を行った」ことこそが歴史の真実であり、こうした真実を日本は隠蔽し、また欧米も無知のままでいると主張した。また日本の虐殺否定説は「セカンドレイプ」であるとした。
ニューズウィークはじめ米各紙が同書を大々的に取り上げ絶賛し、十週にわたってニューヨーク・タイムズのベストセラー・リストに載るほどの反響を呼んだ。当初、中国政府は公式にはこの運動への関わりを表明しなかったため、事件は政治色の薄い人道問題とみなされた。
しかし、研究者からラーベ日記には「民間人の犠牲者10万人は多すぎで、5万から6万」と記録しており、犠牲者30万説を支持する大虐殺派とまぼろし派の双方を当惑させた。笠原十九司がラーベの「5万から6万」は南京郊外を考慮にいれていないと97年12月のシンポジウムで述べると、中国側の孫宅巍は「30万は南京城内だけの数字」と反論し、この頃から中国は日本の親中派に配慮せず、30万の「公定数字」には一切の妥協を許さなくなっていった。ドイツの雑誌シュピーゲルは中国が30万という数字を握りしめて離さないのは、文化大革命での大量虐殺から目をそらせるためであると評した。スタンフォード大学のデビッド・M・ケネディは南京虐殺をナチスによるユダヤ人虐殺（ホロコースト）と同一視する根拠をチャンは提示できていないと批判した。
また、アイリス・チャンの著作についてカリフォルニア大学のJ.フォーゲルは近代日中関係史の研究者にとっては「耐え難いほどのまがいもの」であり、チャンの著作を称賛したシェル教授を批判した。秦郁彦によれば、中国系アメリカ人のアイデンティティ・ポリティックスは「比較犠牲者学」のアプローチを採用していると批評し、また虐殺派の吉田裕でさえもチャンの本は事実誤認があまりに多いとしたという。江崎道朗はチャンの本は「日本憎しの感情が先行した記述」であり、学問的検証は二の次にされているばかりか、写真の大半は出所が疑わしく、日本非難という政治目的のための宣伝本という性格が濃厚であると評した。
こうして論争は国際的なものになっていき、その一方で日本の大虐殺派と中国政府の公式見解に対立が見られるようになった。

### 日本における論争

#### 東裁判（郵便袋殺害事件）
1993年には加害証言者の東史郎によって、中国人を郵便袋に入れてガソリンをかけ火をつけたと証言された歩兵第20連隊伍長が東を名誉毀損として提訴し、1996年東京地裁は日記を虚構とし、1998年高裁で控訴棄却、2000年、最高裁の上告棄却で東の敗訴が確定した。中国政府、侵華日軍南京大屠殺遇難同胞紀念館、東弁護団は判決を不当と批判した。

#### 「つくる会」と歴史教科書
1995年は戦後50周年で、富士信夫、渡部、田中正明らの著作が再刊も含めて刊行され、藤岡信勝、板倉由明、上杉千年らも教育雑誌で論文を発表し、なかでも藤岡は積極的に活動した。
自民党の終戦50周年議員連盟や歴史検討委員会は『大東亜戦争の総括』を刊行した。
1997年に新しい歴史教科書を作る会が結成され、教科書を作り、2001年4月に検定合格したが、中国と韓国が猛烈な採択拒否運動を起こして、採択率は0.04％にとどまった。
一方、加藤陽子は山川出版社の教科書で「犠牲者数を数万人〜40万人に及ぶ説がある」と書くにいたった。秦郁彦は「出所不明の40万人にはおどろかされた」と述懐している。

#### 吉田・東中野論争（戦時国際法）
1998年8月、東中野修道は『「南京虐殺」の徹底検証』を発表し、捕虜や投降兵などの殺害が行われたことは認めたうえで、それは戦時国際法に照らして合法であり便衣兵狩りを虐殺とみなすべきではないと主張した。東中野の国際法理解は誤りとする大虐殺派の吉田裕との間で戦時国際法についての論争が行われた。東中野は吉田に論破され、以後東中野はこの問題に言及しなくなったと笠原十九司は評している。

#### 写真誤用
1998年、前年11月発行の笠原十九司『南京事件』III章の扉に「日本兵に拉致される江南地方の中国人女性たち」のキャプションで掲載された写真（1938年の中国国民政府軍事委員会政治部『日寇暴行実録』に掲載）が、実際には『アサヒグラフ』昭和12年11月10日号に掲載された「我が兵士（日本軍）に援けられて野良仕事より部落へかへる日の丸部落の女子供の群れ」という写真であることが秦郁彦により指摘された。笠原は、中国国民政府軍事委員会政治部が事実と異なるキャプションを付したことに気付かず使用したことにつき、読者に詫びた。これを受け岩波書店も謝罪し村瀬守保の写真に差し替えた。
偕行社『南京戦史』の編集委員で中間派の板倉由明は1999年に著書『本当はこうだった南京事件』を刊行し、秦賢介、田所耕三、赤星義雄、高城守一、中山重夫、曽根一夫、東史郎、船橋照吉、などのこれまでに発表されてきた「虐殺があった」との証言について綿密に考証し、軍公式記録などの記録や他の証言などと矛盾する点を列挙したうえで、そのなかには明確に「ニセ証言」もあると考察した。
一方で、否定派の先走りも問題として指摘されている。東中野修道等著の『南京事件証拠写真を検証する』は、「はじめから南京事件の証拠ではない写真を検証して『証拠とならない』と言ってみせる」、『村瀬写真集の中から「虐殺された後薪を積んで、油をかけられた死体」の二枚の写真がはずされている。この写真は集団虐殺をした日本兵が悪臭のためマスクをして、煙がまだ残っている死体の現場に立っているもので、否定できなかったのであろう。否定できない写真は「検証」からはずし、「証拠写真として通用する写真は一枚も無かった」と結論するのはまさにトリックである』との笠原十九司の主張がある。
また、同様に否定派の問題点として、東中野修道は”南京大虐殺の証拠写真はすべて捏造である”と主張する ものの、東中野修道の写真分析では全て捏造という主張に行き過ぎがあるとの主張（考証・指摘の間違いもあり、例えば女性の陰部に異物を入れる残虐行為は中国人しか行わないので偽写真とみなす（実は日本兵も行っていた） というのは行き過ぎて、そもそも外国人でも殺人事件そのものは撮影がほぼ不可能なことを考慮していないなど）が存在する。
大虐殺派には、「南京への道・史実を守る会」のようにインターネット論争を通じて、否定派を批判する研究者も現れた。

#### 東中野修道裁判（夏淑琴名誉棄損事件）
東中野修道は、著書「南京虐殺の徹底検証」で、南京占領時の12月13日に発生した事件である、南京市街地内の南部の住民である夏一家の強姦殺人も含む一家殺害事件（新路口事件）の生き残りとされる夏淑琴はウソをついていて、関連のジョン・マギーの記録もデタラメであると主張した。それに対し、夏淑琴は「ニセ被害者、詐欺師呼ばわりされて、名誉を傷つけられた。（引用者注：東中野の説明を指摘し）東中野氏は同じ本の後の記述では問題をboyonetを突き刺したと訳している。（引用者注：中傷のために）意図的にフィルム解説文を誤訳した」と主張した。その後、夏は2006年5月15日に東京地裁で、東中野を被告として名誉毀損で提訴した。
東京地裁の裁判の2007年11月2日判決にて、東中野修道の敗訴となる。判決では「通常の研究者であれぱ（中略）その不自然さの原因を探求すべくそれまでの解釈過程を再検討して、当然に「7、8歳になる妹」と「8歳の少女」が同一人である可能性に思い至る（中略）以上述べた2点だけからしても被告東中野の原資料の解釈はおよそ妥当なものとは言い難く、学問研究の成果というに値しないと言って過言ではない」として、裁判長は夏淑琴への名誉毀損を認め、東中野と出版元の展転社に対し400万円の慰謝料支払いを命じた。この判決に対して東中野側は控訴したが、控訴審の東京高裁でも2008年5月21日に地裁と同様に慰謝料支払いを命じた（ただし高裁では地裁判決文の「以上述べた2点だけからしても被告東中野の原資料の解釈はおよそ妥当なものとは言い難く、学問研究の成果というに値しないと言って過言ではない」を「不合理であって妥当なものということができない」との表現に変更）。 東中野側は上告したが、2009年2月5日、最高裁は東中野と展転社からの上告を棄却、一審判決通り、両者に対し、合計400万円の賠償を命令する裁判が確定した。2009年4月16日にこの賠償金は支払われた。

## 2000年代
2000年代の日中政府の動向としては、2001年4月28日、中華人民共和国国防教育法が成立。8月、小泉純一郎首相が靖国神社を参拝し、中国が反発。9月18日には九・一八博物館がリニューアルオープンし、この年には中国各地で抗日戦争催事が開催。10月8日、小泉純一郎首相は抗日戦争記念館を訪れ「改めて戦争の悲惨さを痛感しました。侵略によって犠牲になった中国の人々に対し心からのお詫びと哀悼の気持ちをもって」展示をみたと述べた。2005年の日中外相会談に際し、小泉政権の町村信孝外務大臣が日中歴史共同研究を提案 し、2006年の日中首脳会談で歴史共同研究を行うことが決まり、共同研究が実施された。2010年1月に報告書が発表された。

### 百人斬り競争裁判
2003年4月28日より百人斬り競争裁判が始まり戦犯として処刑された野田・向井の遺族が死者への名誉毀損にあたるとして毎日新聞、朝日新聞、柏書房、本多勝一らを訴え、2006年12月22日に最高裁で原告側の敗訴が確定した。

### 中国ホロコースト博物館
2000年3月、歴史学者Tien-wei Wuによってサンフランシスコで中国ホロコースト博物館（Chinese Holocaust Museum）が開館した
。3月8日から4月2日にかけて同博物館は写真展「第二次大戦中の中国における忘れられた残虐行為」をカリフォルニア州立大で開催。7月には全米規模の博物館として「中国人ホロコースト博物館（Chinese Holocaust Museum）をワシントンD.C.に建設することが在米華僑会合で発表され、中国外務省、台湾経済文化省もこのキャンペーンに協力すると述べた。しかし、サイモン・ウィーゼンタール・センターのエイブラハム・クーパーから「ホロコースト」という単語は旧約聖書のもので、中国人の虐殺は聖書からは遠いので不適切であるといわれたので、その単語を使うのは控えて「ヒューマニティー」にして、日本軍による被害を受けた中国人以外のアジア諸国も含めたミュージアム・オブ・ヒューマニティー（Museum of Humanity 人類の博物館）を建設し、中国、朝鮮半島、台湾、東南アジア、連合軍戦争捕虜、731部隊を展示すると発表された。

### 日本での論争
東中野と吉田裕の論争をうけて、2001年に佐藤和男が新たに戦時国際法上合法説を展開した。
2001年11月には北村稔が『「南京事件」の探究―その実像をもとめて』（文春新書）で、南京虐殺事件を当時報道したハロルド・J・ティンパーリが中国国民党宣伝部と深い関係にあり、報道はプロパガンダ（戦時宣伝）であったと主張した。
東中野は、30万という大量虐殺説はほとんどの歴史家・専門の歴史研究者の間では受け入れられる傾向はないと主張し、2008年に日本「南京」学会は12年にわたり「南京事件」（「南京虐殺」）に関する1次資料を調査研究した結果、「南京虐殺」はなかったと主張した。2009年には新路口事件の生存者夏淑琴から提訴された名誉毀損裁判で、東中野修道側の敗訴が最高裁で確定した。
中間派の秦郁彦は2007年7月に、マボロシ派と中間派の影響力が伸びて、大虐殺派は低落しつつある、と評した。一方、2007年12月に、大虐殺派の笠原十九司は、「虐殺虚構」「まぼろし説」の破綻は決定的となり、「あったか」「なかったか」というレベルでの論争は学問的にはほぼ決着がついたと主張している。

### 英語圏の研究や論説
英語圏の研究では、中国系は「大虐殺派」の影響が大きいが、D.アスキュー、ボブ・T.ワカバヤシ、ジョシュア・フォーゲル、T.ブルック など、政治的利害を排した「中間派」の研究が増加している。
2000年には中間派の山本昌弘が著書『Nanking: Anatomy of an Atrocity』を発表した。2000年12月、日本会議国際広報委員会、大原康男、竹本忠雄が『再審「南京大虐殺」―世界に訴える日本の冤罪』 を日本語と英語で発表した。
2001年7月、ガーディアン東京特派員ジョナサン・ワッツは「虐殺(massacre)」でなく「南京事件」と表記したり、「30万の虐殺に対して犠牲の真相は不明」とすることはdownplay（軽視）であると報道した。
2004年11月9日、日本軍の戦時中の残虐行為を描く新作バターン死の行進を執筆中であったアイリス・チャンが自殺した。オリバー・オーガストはタイムズ記事で、チャンは日本から受けた中国人の被害がフラッシュバックすることに悩んでいたとして、「アイリス・チャンはレイプ・オブ・南京の最後の被害者か？」と述べた。
2005年4月、BBCは、歴史学者によれば南京虐殺の被害者は25万人から30万人にのぼり、多くは女性と子供だった。しかし日本政府と日本人の一部の学者はこうした大規模な虐殺ではなかったと否定しているが、記憶を削除することはできない、証言を否定することはできないとしてジョン・マギーやミニー・ヴォートリンの記録があり、また日本人のなかにも「ポテトの串刺しのように中国人を殺した」と元日本兵東史郎は証言し、家永三郎は日本軍の残虐行為を教科書に掲載するために政府と裁判で争ったがある一方で、永野茂門法相は虐殺を否定し、中国映画『南京1937』は反発を受けて上映されるまで数年かかった、と報道した。また同月にはユダヤ系コラムニストのポール・グリーンバーグが、日本の教科書では「南京事件」と表記しているそうだが、The Rape of Nankingは事件ではなく6週間続いた虐殺であるとした。グリーンバーグに対して在米日本大使館の北野充は日本の教科書では両方が使用されており、また日本政府はこれまでも過去に向き合ってきたと反論した。しかしグリーンバーグは、日本軍は女性を慰安婦にしたり、捕虜の生体実験などをやるなど、300万から400万人を奴隷にしたり殺したというのが歴史学者たちの定説で、日本はドイツのように歴史の真実を直視していないと反論し、2007年にも南京事件という言い方は、ドイツの教科書においてホロコーストを「アウシュビッツ事件」と婉曲表現するようなものと批判した。また北野充はアメリカメディアでは日本の戦後の対応や政策について無理解な論説を掲載する場合もあり、反日報道には即時反論すべきであると論じている。他方、2005年には東中野修道の著書や論文の英語版が発表刊行され、2008年には白石隆、秦郁彦、アスキュー、読売新聞社戦争責任検証委員会、北村稔、アーヴィン・クックス、ヨッシャ・フォーゲル、吹浦忠正らの論文集英語版An Overview of the Nanjing Debateが刊行された。

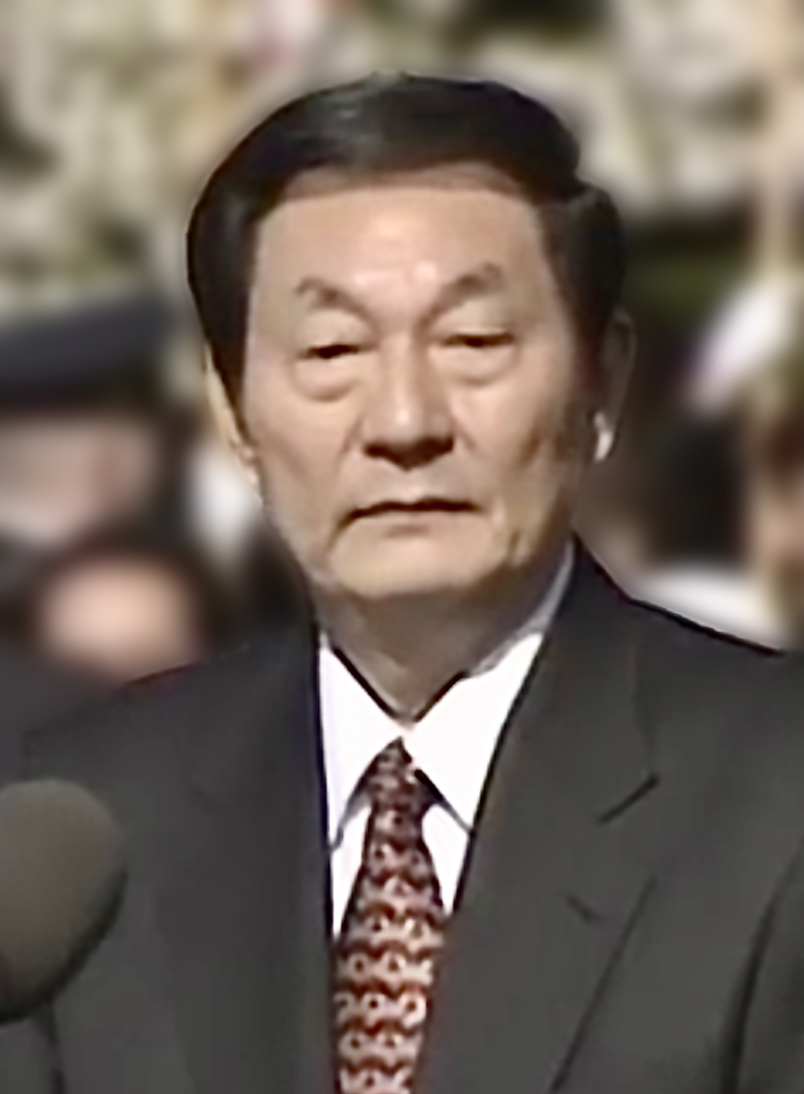
朱鎔基

2007年、大阪教育大学の馬暁華は中国系アメリカ人にとって、日本の戦争犯罪は「中国人ホロコースト」であり、ユダヤ人へのホロコーストよりも恐ろしく、破壊的打撃であると主張した。にも関わらず、アメリカの学校ではユダヤ人へのホロコーストは授業で扱われるのに、中国人へのホロコーストは扱われていなかったので、サンフランシスコの公立学校での歴史の授業で第二次大戦での中国の被害について扱いようにキャンペーンを行い、取り入れることに成功した。また、2001年のカリフォルニア州の世論調査では、半数以上が日本は第二次大戦の犯罪についてアメリカに謝罪すべきであると回答、59％がアメリカは日本に原爆投下で謝罪する必要はないと回答したと紹介し、さらに中国外務省の朱鎔基がTBSで「日本は自らの戦争犯罪に対して中国人民に一度も謝罪したことはない」ので今後も謝罪を要求していくと述べたと書いている。
2010年4月、J.リースはデイリー・メールで、日本は酔っぱらいの失言のように「虐殺」を「事件」と言い換えると批判した。
2012年、Chi-Wei Manはアイリス・チャンと東中野修道の「小説（novel）」を比較した論文で、中国は何十万人が被害にあったが賠償を受けていないためレイプ・オブ・南京といい、日本は中国による作り話で中傷され、日本の名誉と品位を傷つけているから「南京事件」という、と主張した。またマンは、スタンフォード監獄実験では、一般の学生を看守役と囚人役にして監獄で生活すると看守役による囚人役への虐待がエスカレートしたという実験結果として得られ、心理学者ジンバルドーは普通の人も特殊な状況下にあると悪魔になるルシファー効果と呼んだが、アイリス・チャンが著書で描いた南京戦での日本軍のサディステックな残虐行為、百人斬り競争や、集団強姦、捕虜殺害、異常な殺害方法などを理解するにはこのルシファー効果が適切であろうと指摘した。チャンは東史郎証言にもとづき「捕虜は全て処刑せよ」との旅団司令官は命じたとしたが、これが真実であれば、スタンフォード監獄実験で看守役が我を忘れたように日本軍人も我を忘れたのであろうとマンは評した。

### 中国政府と日本の大虐殺派の距離
中国政府は、日本の大虐殺派（南京事件調査会など）にかつては「20万以上」と30万を包容しうるもの形の者が多くいたことに対し、現在では多い研究者でも20万となっていることから、これらを自分らの考えと全く異なるものと見做していると思われる。2004年には南京大虐殺紀念館が松岡環を表彰した。松岡自身は｢南京には20万人しかいなかったから30万人殺せる筈がない｣といった議論には否定的であるものの、虐殺総数の試算等には関知せず、個々の事件とその証言を追うことが研究の中心だが、この表彰等に中国の思惑を考える人間もいる。時沢和男は「中国人の批判を百パーセント受け入れる人間を作り出す」ことが新しい親中グループの目的であるとしている。秦郁彦は、もはや学術論争から、歴史認識を巡って法廷闘争も伴う政治的紛争へ移行しつつあると述べている。また、秦は、中国政府が日本の大虐殺派に不信を感じ距離をとったため板挟みとなって笠原十九司は「南京大虐殺よりも重大で深刻な」三光作戦を裁くべきだと方向転換を示唆した、と評している。

### 日中歴史共同研究の実施
2005年の日中外相会談に際し、小泉政権の町村信孝外務大臣が日中歴史共同研究を提案 し、2006年の日中首脳会談で歴史共同研究を行うことが決まった。2006年12月に北京で第1回全体会合、2007年3月に東京で第2回全体会合、2008年1月に北京で第3回全体会合、2009年12月に東京で第4回会合が開かれ、共同研究が終了した。2010年1月に報告書が発表された。日本・中国双方とも戦時国際法違反の虐殺があったとするが、日本側は規模は不明確とし、中国側は大規模でありえたと記述した。

## 2010年代

### 論説など
2011年、BBCは張芸謀の映画『金陵十三釵（The Flowers Of War）』について、この映画はプロパガンダではない、人間についての映画であるという俳優を紹介する記事のなかで、虐殺の国際的な目撃者は被害者14万人とし中国の歴史学者はそれ以上と述べていると報じた
2012年6月24日、広州市白雲区政治協商会議委員で民間教育機関信孚教育集団を設立した信力建が南京戦での日本軍と満州国軍について「英雄的で勇敢な軍隊が、友軍とともに南京を解放した」とミニブログ微博で表現した。これに対して南京大虐殺紀念館の朱成山館長が公開謝罪を求め、他にも多くの人が批判・非難を表明した。
2012年10月、作家の橘玲は、否定派がアイリス・チャンの著書の翻訳出版を阻止し、日本国内の論敵を打ち負かし、大虐殺を認める日本語の文書を日本から放逐することに夢中になっているあいだに、英語圏において南京大虐殺は“史実”となっていたと主張した。
2013年3月、BBC特派員の大井真理子は日本の教育で現代史が教えられない状況や日中韓の教科書問題についての記事で、藤岡信勝や松岡環の南京事件についての見方を紹介した。
2014年9月に週刊新潮が、本多勝一の著書『中国の日本軍』に上記笠原と同様の写真の誤用を指摘すると、史料はすべて中国側のものにもとづくもので、ただ中国側の史料に問題点があることは週刊金曜日99年11月5日号で指摘した通りであるとし、誤用を認めた。
2015年4月、BBCのエヴァンスソウル特派員記事では、テンプル大学のロバート・デュジャリックは、日本には過去の謝罪を台無しにするリーダーらがいるとして屋山太郎、櫻井よしこらが2007年に出したワシントン・ポストでの意見広告「THE FACTS」がその一例だと述べていると紹介したうえで、南京虐殺の犠牲者は2万人から30万人と日本と中国のどちらの見方をとるかで変わってくると報じた。

### 中国「全民族抗戦爆発77周年」
中国は2014年を「全民族抗戦爆発77周年」として日本の戦争責任を追及する動きを活発化させた。1月8日人民網は、新発見の文書によれば。南京大虐殺前後の2カ月半で南京の人口は113万人から34万5000人へと78万5000人減少したと報道した。
習近平党総書記は3月28日にドイツで「30万人以上の罪もない中国人が日本軍に虐殺された」と強調する演説をおこなった。7月7日は七七事変（盧溝橋事件）の起きた日で、この日、盧溝橋で「全民族抗戦爆発77周年式典」が開催された。式典では「中国人民抗日戦争全面爆発記念地」と彫られた全長4m、幅3.2mの「独立自由彫像」が披露され、演説では以下のように述べた。
また、中国国内では、南京虐殺を描いた『血火記憶』が中国の小中高校の副読本に指定され、さらに共産党中央はマンガ『南京1937』を世界で販売することを指示した。このマンガは2011年11月にフランスとベルギーで刊行されていたもので、南京戦で南京が陥落する直前の1937年12月13日午前9時頃 に家族11人が虐殺された夏淑琴や、ジョン・ラーベ日記に記録された夏淑琴一家虐殺事件のような残虐行為が国際安全区でも繰り広げられたと描写されている。
11月17日から江蘇ラジオは『生存者の証言』で、日本軍人が南京の女性を強姦して妊娠させたあとにその腹を割いて胎児を殺したという生存者の証言を放送した。
中国政府は12月13日を「南京大虐殺公祭日」と指定すると発表し、習近平総書記は翌12月14日の南京大虐殺犠牲者国家追悼式で南京事件について、「日本軍が一手に作り出したこの非人間的な大虐殺事件は、第二次世界大戦の『3大事件』の一つで、おどろくべき反人類の犯罪行為で、人類の歴史における非常に暗い一ページである」とし、ドイツのジョン・ラーベ、デンマークのベルンハルト・シンドバーグ、米国のジョン・マギーが人道精神から記録したことに感謝の意を述べた。また、日本の戦犯は東京裁判と南京裁判によって永遠に歴史のさらし台にさらされたとし、「南京大虐殺事件には動かぬ証拠が山ほどあり、改ざんすることは許されない。いかなる者が南京大虐殺という事実を否定しようとしても、歴史はそれを許さず、罪のない30万の犠牲者はそれを許さず、13億中国人民はそれを許さず、世界の平和と正義を愛するすべての人民はそれを許さない」と述べた。
BBCは南京虐殺は中国にとって非常に敏感な問題で、中国政府は日本が正式に謝罪していないと述べていると報じた。

### ユネスコ記憶遺産登録
同年10月ユネスコは「Nanjing Massacre (南京虐殺)」に関する文書をユネスコ記憶遺産に登録した。登録されたのは南京軍事法廷での検察側提出資料、証言、判決書、ジョン・マギーのフィルムなど11点。日本政府は中立公平な資料ではない、中国はユネスコを政治利用していると批判した。

### 九一八事変（満州事変）85周年
2016年9月18日、九一八事変（満州事変）85周年式典にはロシア、米国、フランスなど40国から来た「紫金草平和宣伝大使」が訪問し、南京大虐殺の犠牲者に哀悼の意を捧げた、と人民網は報じた。

## 年表

### 1945-1979
- 1945年-1946年東京裁判、南京裁判。
- 1952年、重光葵著書『昭和の動乱』。
- 1966年、五島広作、下野一霍共著『南京作戦の真相』（東京情報社）
- 1967年、洞富雄『近代戦史の謎』（人物往来社）
- 1968年、家永三郎『太平洋戦争』（岩波書店）で日本軍が「中国人数十万を虐殺した」とした[5]。
- 1971年（昭和46年）11月朝日新聞本多勝一記者の『中国の旅』という連載開始。
- 1972年、日中国交樹立
- 1973年、鈴木明『「南京大虐殺」のまぼろし』（文藝春秋）。「百人斬り競争」論争、第一次論争[8]。

### 1980-1989
- 1982年
  - 洞富雄が『決定版　南京大虐殺』を刊行。
  - 第一次教科書問題
    - 6月26日、教科書検定で「侵略」が「進出」と書き換えられたことなど報道
    - 7月、松野幸泰国土庁長官が教科書で「侵略」を使うべきではないと発言。中国側は小川平二文部大臣の訪中を拒否[19][167]。
    - 8月26日、鈴木善幸政権下の宮澤喜一官房長官談話で、戦争で日本は韓国や中国などに多大の苦痛と損害を与えたと発表[22]、近隣諸国条項設置。

  - 8月9日、松野「南京戦の日本兵8000人、中国兵12000人の犠牲は（戦闘の犠牲であって）『虐殺』とはいえない」と発言。人民日報が松野発言を批判。北京や上海の大学で抗日戦争（日中戦争）勝利37周年記念シンポジウム開催。
  - 8月12日、日本の戦争犯罪の初の展示として「日本侵略による南京大虐殺展覧会」が南京博物館で開催[21]。
  - 9月18日、抗日戦争勝利37周年記念として盧溝橋事件、南京大虐殺、満州事変（九・一八事変）の催事が開催[21]。
- 1984年（昭和59年）
  - 1月 家永教科書裁判第三次訴訟提訴。
  - 1月 田中正明が『南京虐殺の虚構』を発表。
  - 3月、洞・本多ら南京事件調査研究会を発足。
  - 4月、偕行社機関紙『偕行』で畝本正巳「証言による南京戦史」連載（ - 1985年2月号）。
  - 8月4日朝日新聞夕刊で、元歩兵第23連隊の日記を紹介[25]。歩兵第23連隊会は抗議をし、朝日新聞は訂正、写真の誤用も認めた[25]。
- 1985年
  - 中国で『侵華日軍南京大屠殺資料専輯』を出版
  - 南京大虐殺紀念館を建設。
  - 3月、『偕行』で加登川幸太郎が謝罪[45]。
  - 冬、板倉由明が田中正明の著書『松井石根大将の陣中日記』の改竄を指摘[168]。田中は加筆は誤字や仮名遣いの変更であったとし、意図的な改竄を否定した[169]。
- 1987年
  - ニューヨークで対日索賠中華同胞会（Chinese Alliance for Memorial and Justice）と記念南京大虐殺受難同胞連合会（Alliance in Memory of Victims of the Nanking Massacre）が結成[50]。
  - 8月、洞富雄、藤原彰、本多勝一編『南京事件を考える』
  - 田中正明『南京事件の総括―虐殺否定の論拠』謙光社
- 1988年12月、洞富雄、藤原彰、本多勝一編『南京大虐殺の現場へ』
- 1989年
  - 2月24日、昭和天皇の葬儀（大喪の礼）にブッシュ大統領や中国と台湾政府は出席すべきではないと南京受難連合が抗議[49]
  - 6月4日、六四天安門事件。
  - 『南京戦史』刊行。「不法殺害とはいえぬが」「捕虜、敗残兵、便衣兵のうち中国人兵士約1万6千、民間人死者15,760人と推定。

### 1990-1999
- 1990年
  - 石原慎太郎議員の南京事件発言を南京受難連合は告発。
  - 11月、華僑の団結を目的とする中国海外交流協会（China Overseas Exchanges Association）が北京で設立[49]。
- 1991年
  - 8月、南京受難連合はジョン・マギーのフィルムを発見[49]。
  - 9月18日、満州事変60周年。「九・一八事変記念館」が建設。中国は歴史教育強化を宣言、この日を「国恥記念日」と定めた、さらに「勿忘国恥（国の恥辱を忘れるな）,強我国防」をスローガンとした[59][60]。
  - 11月、中国中央テレビ、ドラマ「荒原の砦七三一」を放映[49]。森村誠一『悪魔の飽食』原作。
  - 日本で日本の軍国主義を非難する大阪国際平和センター（ピースおおさか）が開館[61]。
- 1992年
  - 天皇訪中に南京受難連合は抗議[49]
  - 4月、 洞富雄、藤原彰、本多勝一編『南京大虐殺の研究』
  - 5月2日、カリフォルニア州クバチーノで抗日戦争史実維護会（Alliance for Preserving the Truth of Sino-Japanese War）と世界抗日戦争史実維護連合会が結成[49][50]
  - 5月12日、江沢民総書記が国防教育強化宣言[62]。
- 1993年
  - 8月、中国のシンクタンクが中国外務省に、日本は常任理事国入りするなど政治大国化を望んでいるので中国やアジア諸国が日本に謝罪を求めるのに適切な時期と報告[49][63]。
  - 10月20日、家永教科書裁判第三次訴訟で東京高裁は南京大虐殺の記述に関する検定を違法と判決。
  - 東史郎裁判開始。
- 1994年
  - 天皇訪米に南京受難連合は反対[49]。
  - 6月10日、「南京大虐殺は事実か？真相解明・謝罪外交糾弾国民集会」。村尾次郎、阿羅健一、渡部昇一が講演。永野法相が「南京大虐殺はでっちあげ」と発言したため羽田首相が更迭したことを糾弾、終戦50周年の「不戦決議」阻止運動を始めた[64]。
  - 12月「南京大虐殺五十七周年世界記念会議（Global Memorial Conference of the 57th Anniversary of the “Rape of Nanjing"／全球紀念『南京大屠殺』57周年紀念会）。中国共産党と台湾の対日戦争賠償放棄を非難。日本に謝罪と賠償を要求すると宣言[49][66]。
- 1995年
  - 8月15日、村山談話で謝罪。中国政府は謝罪を肯定[59]。自民党の歴史検討委員会は『大東亜戦争の総括』刊行[61]。
  - 9月18日、抗日戦争50周年記念大会。「不忘国恥」キャンペーン運動は最高潮を迎え、九・一八歴史博物館や抗日戦争博物館の拡大が宣言され、「愛国主義教育の基地」とされた[59]。
  - 訪韓した江沢民国家主席（党総書記）は金泳三大統領と、日本の軍国主義は中韓にとって脅威と表明[49]。また日本国内や海外では慰安婦問題キャンペーン活動が活発化していった[49]。
- 1996年
  - 4月、日米安保共同宣言。中国は、日本の軍国主義化を非難[49]。
  - 5月10日、米下院議会で元米兵捕虜と南京事件や韓国人慰安婦等の犠牲者に対する基金を要求する法案（ドーナン法案）が提出[49]。
  - 12月、スタンフォード大学、ホロコースト博物館、ボストン大学で日本軍の残虐行為についてのシンポジウム。
  - 12月12日、南京受難連合とアイリス・チャンがジョン・ラーベの日記を公開[49]。
- 1997年
  - 新しい歴史教科書を作る会結成
  - 日本の前途と歴史教育を考える若手議員の会結成[170]
  - 中国政府は米義勇軍フライングタイガース記念館を建設すると計画を発表、米国人の元隊員たちを英雄として讃えた[49]。
  - 8月29日、家永教科書裁判第三次訴訟で最高裁は南京大虐殺の記述に関する検定を違法判決。
  - 10月26日、江沢民国家主席（党総書記）はハワイの真珠湾で、米中は日本と戦った同盟国と語った[49]。
  - 11月、親中派のルパート・マードック系列のベーシック・ブックス社から、アイリス・チャン『ザ・レイプ・オブ・南京』が発刊。プリンストン大学で「南京一九三七国際会議」。
  - 12月、南京事件調査研究会、中国帰還者連絡会、ノーモア南京の会、歴史教育協議会、日本の戦争責任資料センターが「南京大虐殺六十年東京国際シンポジウム」。台北の国立政治大学でも反李登輝勢力によってシンポジウムが開催[49]。
  - ウィリアム・ビル・リピンスキー民主党議員が、南京大虐殺や731部隊、朝鮮人慰安婦、バターン死の行進の犠牲者のための謝罪賠償請求法案を提出[49][78]。
- 1998年
  - スタンフォード大学のデビッド・M・ケネディは南京虐殺をユダヤ人ホロコーストと同一視できないと批判[88]。
  - 東史郎裁判、東京高裁は東側敗訴。中国メディア、中国政府は反発。
  - 4月、秦郁彦が笠原十九司『南京事件』III章の扉写真（1938年の中国国民政府軍事委員会政治部『日寇暴行実録』に掲載）が『アサヒグラフ』昭和12年11月10日号に掲載された住民を保護する日本軍の写真であると発見[98]。
  - 8月、東中野修道は『「南京虐殺」の徹底検証』を発表。吉田裕と戦時国際法論争[97]。
- 1999年
  - 7月15日、カリフォルニア州で戦時強制労働補償請求時効延長法（ヘイデン法）が採択。抗日戦争史実維護会などの団体は米国の元捕虜団体と連携した結果だった[50]。
  - 8月、南京大虐殺・従軍慰安婦について日本に謝罪と賠償を求める決議をマイク・ホンダ下院議員が提案、カリフォルニア州議会は採択。
  - 板倉由明『本当はこうだった南京事件』を刊行。

### 2000-
- 2000年
  - 東史郎裁判、最高裁で東の敗訴が確定。
  - 3月、歴史学者Tien-wei Wuによってサンフランシスコで中国ホロコースト博物館（Chinese Holocaust Museum）が開館[50][113]。
  - 7月、在米反日華僑団体は全米規模の博物館としてMuseum of Humanity （人類の博物館、人間性の博物館）を計画し、中国、朝鮮半島、台湾、東南アジア、連合軍戦争捕虜、731部隊を展示するとした[50][113]。
  - 12月、日本会議国際広報委員会、大原康男、竹本忠雄が『再審「南京大虐殺」―世界に訴える日本の冤罪』 発表[66]。
- 2001年
  - 3月、佐藤和男が新たに戦時国際法上合法説を発表[116]。
  - 4月、新しい歴史教科書を作る会検定合格。中国と韓国が採択拒否運動[93]。
  - 4月28日、中華人民共和国国防教育法が成立。
  - 11月、北村稔『「南京事件」の探究―その実像をもとめて』（文春新書）
- 2003年
  - 1月21日、サンフランシスコ連邦高裁がヘイデン法を違憲判決。
  - 4月28日、百人斬り競争裁判。（2006年原告敗訴）
- 2004年
  - 8月、南京大虐殺紀念館が松岡環を表彰[140][141]。
- 2005年
  - 4月、日中外相会談に際し、小泉政権の町村信孝外務大臣が日中歴史共同研究を提案[110]。
- 2006年
  - 2月21日、アメリカ合衆国最高裁判所はヘイデン法を違憲判決。
  - 10月、日中首脳会談で歴史共同研究を行うことが決まった。
  - 12月、日中歴史共同研究の第1回全体会合（北京）。
- 2007年
  - 3月、日中歴史共同研究の第2回全体会合（東京）。
- 2008年
  - 1月、日中歴史共同研究の第3回全体会合（北京）。
  - 5月、東中野ら日本「南京」学会は12年間の調査結果、「南京虐殺」はなかったと主張した[118]。
  - 12月、産経新聞が、南京市にある南京大虐殺記念館が信憑性が乏しいと指摘されていた南京事件関係の写真３枚を最近撤去したと報じたところ、記念館の朱成山館長から元々それらの写真展示は行われていないとの反論を受ける[171]。
  - 白石隆、秦郁彦、アスキュー、読売新聞社戦争責任検証委員会、北村稔、アーヴィン・クックス、ヨッシャ・フォーゲル、吹浦忠正らの論文集英語版An Overview of the Nanjing Debateが刊行。
- 2009年
  - 2月、夏淑琴裁判で、東中野修道側の敗訴が最高裁で確定。
  - 12月、日中歴史共同研究の第4回全体会合（東京）が実施され、共同研究は終了。
- 2010年
  - 1月、日中歴史共同研究の報告書が発表された。
- 2011年
  - 11月、フランスとベルギーでマンガ『南京』刊行
- 2012年
  - 6月24日信力建（広州市白雲区政治協商会議委員）が南京戦での日満軍を「南京を解放した[149]」と微博で表現した。南京大虐殺紀念館が非難[150][151]
- 2014年
  - 3月28日、習近平主席（総書記）がドイツの演説で南京虐殺について語る。
  - 7月7日、全民族抗戦爆発77周年式典が盧溝橋で開催。
  - 本多勝一が著書『中国の日本軍』での写真の誤用を認めた[154]。
  - 中国政府、マンガ『南京1937』販促を指示。また『血火記憶』を中国の小中高校の副読本に指定。
  - 12月13日を「南京大虐殺公祭日」と指定。
  - 12月14日、南京大虐殺犠牲者国家追悼式。
- 2015年
  - 8月、撫順戦犯管理所に収監されていた日本人戦犯の供述書をインターネットで毎日一人づつ公表。
  - 8月15日、安倍晋三首相は戦後70年安倍談話を発表。中国政府は談話を批判した。
  - 9月1日、イーサン・ヤングの漫画「Nanjing: The Burning City」がアメリカのダークホース社から出版
  - 9月3日、中国人民抗日戦争・世界反ファシズム戦争勝利70周年記念式典。各国要人が参列。
  - 10月ユネスコは「Nanjing Massacre (南京虐殺)」に関する文書をユネスコ記憶遺産に登録した。
  - 同、習近平主席（総書記）、訪英。
- 2016年
  - 9月18日、九一八事変（満州事変）85周年式典[166]